# 孔布雷 (阿韦龙省)
孔布雷（法語：Combret，法語發音：[kɔ̃bʁɛ]）是法国阿韦龙省的一个市镇，属于米约区。

## 地理
孔布雷（43°50'30"N, 2°40'21"E）面积49.85 平方千米，位于法国奧克西塔尼大區阿韦龙省，该省份为法国南部内陆省份，位于法國中央高原南部，北起顺时针与康塔爾省、洛泽尔省、加尔省、埃罗省、塔恩省、塔恩-加龙省和洛特省接壤。
与孔布雷接壤的市镇（或旧市镇、城区）包括：朗斯河畔贝尔蒙、拉瓦勒-罗克瑟济耶尔、勒布尔吉勒、圣瑞埃里、朗斯河畔圣塞尔南、圣瑟韦迪穆斯捷、拉塞尔。

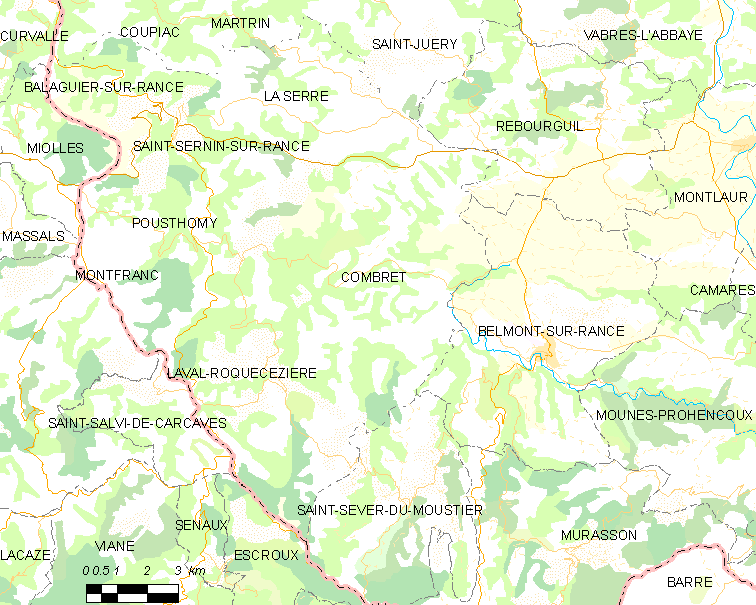
的OSM定位图

孔布雷的时区为UTC+01:00、UTC+02:00（夏令时）。

## 行政
孔布雷的邮政编码为12370，INSEE市镇编码为12069。

## 政治
孔布雷所属的省级选区为科斯-鲁日耶县。

## 人口

1962-2008年间人口变化图示

孔布雷于2022年1月1日时的人口数量为258人。